# Districtul Ouled Mimoun
Ouled Mimoun este un district din provincia Tlemcen, Algeria.